# هيبياس الأكبر
هيبياس الأكبر (أو «ما هو الجمال» أو «هيبياس الكبير» (باليونانية:Ἱππίας μείζων)، لتمييزه عن حوار هيبياس الأصغر، والذي احتوى نفس الشخصية الرئيسية) هو أحد حوارات أفلاطون. وينتمي إلى حواراته المبكرة، وكتبه أفلاطون وهو لا يزال شابا. لا يعرف تاريخه بالضبط، وقد يرجع إلى 390 قبل الميلاد؛ ويشك في صحته.
في الحوار، يبدأ سقراط وهيبياس في إيجاد تعريف للجمال، ولكنهما يفشلان لعدم مقدرتهما على صياغة جواب يشمل المفهوم بأكمله. المصطلح اليوناني الفعلي المستخدم في الحوار هو كالون καλόν، وهي صفة غالبا ما تعني رفيع أو نبيل وكذلك جميل. لهذا السبب فإن مترجمين مثل بول وودروف يترجمون عادة المصطلح (τὸ καλόν-اسم مجرد من الصفة) باسم (الأشياء) «الجميلة» بدلا من «الجمال».
كما هو الحال في حوارات خارميدس، ليسيس، يوثيفرو، فإن لهذا الحوار غرض «هزائمي»، وهو هزيمة الآراء الشائعة، دون تقديم حل بالضرورة. مفهوم الشيء الجيد في حد ذاته (إذا كان بشكل غير مباشر فقط) يظهر لأول مرة في هذا العمل. يمكن قراءة الحوار كعمل فلسفي جاد أو كوميديا ساخرة خفيفة مع ممثلين. يلجأ سقراط في دهائه إلى بطل ثالث مفترض لتوجيه الانتقادات اللاذعة إلى هيبياس، ويمنح الحوار حس الفكاهة.